# Рено Меган Е-Тек Електрик
„Рено Меган Е-Тек Електрик“ (Renault Megane E-Tech Electric) е модел електрически средни автомобили (сегмент C) на френската компания „Рено“, произвеждан от 2022 година в Дуе.
Разработен е като електрическа алтернатива на модела „Рено Меган“. Той е базиран на новосъздадената платформа за електрически автомобили CMF-EV, която по същото време се използва и за компактния кросоувър „Нисан Ария“. Предлага се като хечбек с предно задвижване.